# 159P/LONEOS
Комета LONEOS 7 (159P/LONEOS) — короткопериодическая комета из семейства Юпитера, которая впервые была обнаружена 16 октября 2003 года в рамках проекта по поиску околоземных объектов LONEOS в виде звёздоподобного объекта 18,9 m и, первоначально, была принята за астероид, который получил временное обозначение 2003 UD16. Комета обладает довольно коротким периодом обращения вокруг Солнца — чуть менее 14,2 года.

Орбита кометы LONEOS и её положение в Солнечной системе

Первая эллиптическая орбита была опубликована уже 24 октября и основывалась на 14 позициях кометы, полученных в результате наблюдений 16, 21 и 23 октября, согласно которым она должна была пройти перигелий 27 апреля 2004 года и иметь период обращения в 14,76 года. Более позднее наблюдение, проведённое 30 ноября американским астрономом Карлом Хердженротером с помощью 1,20-метрового телескопа обсерватории Уиппла, позволили, в ходе 900-секундной экспозиции, получить снимок, на котором была чётко видна кометная природа объекта. На этом снимке она была описана как диффузный объект 18,5 m звёздной величины с комой 11 " угловых секунд в поперечнике и центральной конденсацией. В эту же ночь в рамках проекта LINEAR случайно был получен ещё один снимок кометы, на котором её яркость оценивалась в 19,3 m звёздные величины. Это наблюдения позволили британскому астроному Брайану Марсдену к 3 декабря уточнить орбиту кометы, в результате чего дата перигелия сместилась на 3 марта 2004 года, а период обращения сократился до 14,33 года. В начале года комета была найдена на более ранних снимках, полученных 17 декабря 1989 года и 19 февраля 1991 года, что позволило зачислить комету в разряд короткопериодических и 4 января официально присвоить ей порядковый номер 159P. Наблюдения продолжались ещё до середины марта, когда её магнитуда опустилась до значения 19,7 m.